# Майкъл Дж. Съливан
Майкъл Дж. Съливан (на английски: Michael J. Sullivan) е американски фентъзи писател.

## Биография и творчество
Роден на 17 септември 1961 г. в Детройт, щат Мичиган, САЩ.
Автор е на шестокнижието „Откровенията на Ририя“ – поредица, написана за страдащата от дислексия негова дъщеря. 

### Самостоятелни романи
- Antithesis (2012)
- A Burden to the Earth (2012)
- Hollow World (2014)

### Серия „Откровенията на Ририя“ (Riyria Revelations)
1. The Crown Conspiracy (2008)
Конспирация за короната, изд. „MBG BOOKS“ (2012), прев. Радин Григоров
2. Avempartha (2009)
Авемпарта, изд. „MBG BOOKS“ (2012), прев. Радин Григоров
3. Nyphron Rising (2009)
Нифрон се въздига, изд. „MBG BOOKS“ (2012), прев. Радин Григоров
4. The Emerald Storm (2010)
Изумрудената буря, изд. „MBG BOOKS“ (2012), прев. Радин Григоров
5. Wintertide (2010)
Зимният фестивал, изд. „MBG BOOKS“ (2012), прев. Радин Григоров
6. Percepliquis (2012)
Персепликуис, изд. „MBG BOOKS“ (2012), прев. Радин Григоров

### Серия „Хрониките на Ририя“ (Riyria Chronicles)
1. The Crown Tower (2013)
Короносната кула, изд. „MBG BOOKS“ (2013), прев. Радин Григоров
2. The Rose and the Thorn (2013)
Розата и бодилът, изд. „MBG BOOKS“ (2014), прев. Радин Григоров
3. The Jester (2014)
4. Professional Integrity” (2015)
5. The Death of Dulgath (2015)
6. The Disappearance of Winter’s Daughter (2017)

### Серия „Първата Империя“
1. Age of Myth (6/28/2016)
2. Age of Swords (7/25/2017)
3. Age of War (7/3/2018)
4. Age of Legend (в проект)
5. Age of Death (в проект)
6. Age of Empire (в проект)

- The Viscount and the Witch (2011)
- Greener Grass (2012)

### Сборници
- Triumph Over Tragedy: An anthology for the victims of Hurricane Sandy (2013) – с Елизабет Беър, Брадли П. Болио, Марион Зимър Брадли, Тобиас Букел, Максуел Александър Дрейк, Р. Т. Кейлин, Марк Лорънс, Робърт Силвърбърг, Майкъл Стакпол и Тимъти Зан
- The Dark Beyond The Door (2014) – с Грегъри Клозе, М. Тод Галоуглас, Тристан Грегъри, Кристофър Кълън, Кен Лим, Дж. С. Морин, С. Г. Найт, Джейсън Варън и С. М. Уайт